# Life on Mars (film, 2021)
Pour les articles homonymes, voir Life on Mars.
Pour plus de détails, voir Fiche technique et Distribution.
Life on Mars (Settlers) est un film britannique réalisé par Wyatt Rockefeller, sorti en 2021.

## Synopsis
À la suite de la fin du monde, une famille a fui la Terre pour coloniser Mars. Installée dans une colonie isolée et inhospitalière, elle tente de revivre normalement mais, rapidement, elle est attaquée par des pilleurs dont il ne reste que l'un d'entre eux, Jerry, qui finit par tuer le père Reza et proposer à sa veuve, Ilsa, de survivre ensemble. Pendant ce temps, sa petite fille trouve du réconfort auprès d'un animal de compagnie, un robot qu'elle a prénommé Steve.

## Fiche technique
- Titre original : Settlers
- Titre français : Life on Mars
- Réalisation et scénario : Wyatt Rockefeller
- Musique : Nitin Sawhney
- Photographie : Willie Nel
- Montage : Johnny Daukes
- Production : Julie Fabrizio, Joshua Horsfield et Johan Kruger
- Société de production : Brittle-Star Pictures, Film Constellation et Jericho Motion Pictures
- Société de distribution : Originals Factory (France)
- Pays de production :  Royaume-Uni et  Afrique du Sud
- Genre : Drame, science-fiction et thriller
- Durée : 103 minutes
- Dates de sortie : 
  - Royaume-Uni : 23 juillet 2021
  - France : 6 janvier 2022 (DVD)

## Distribution
- Sofia Boutella : Ilsa
- Ismael Cruz Córdova : Jerry
- Brooklynn Prince : Remmy, enfant
- Nell Tiger Free : Remmy, plus âgée
- Jonny Lee Miller : Reza
- Natalie Walsh : l'étrangère
- Matthew Van Leeve : l'étranger

## Accueil
Le film a reçu un accueil tiède de la critique. Il obtient un score moyen de 56 % sur Metacritic.